# Herrschaft Heusenstamm

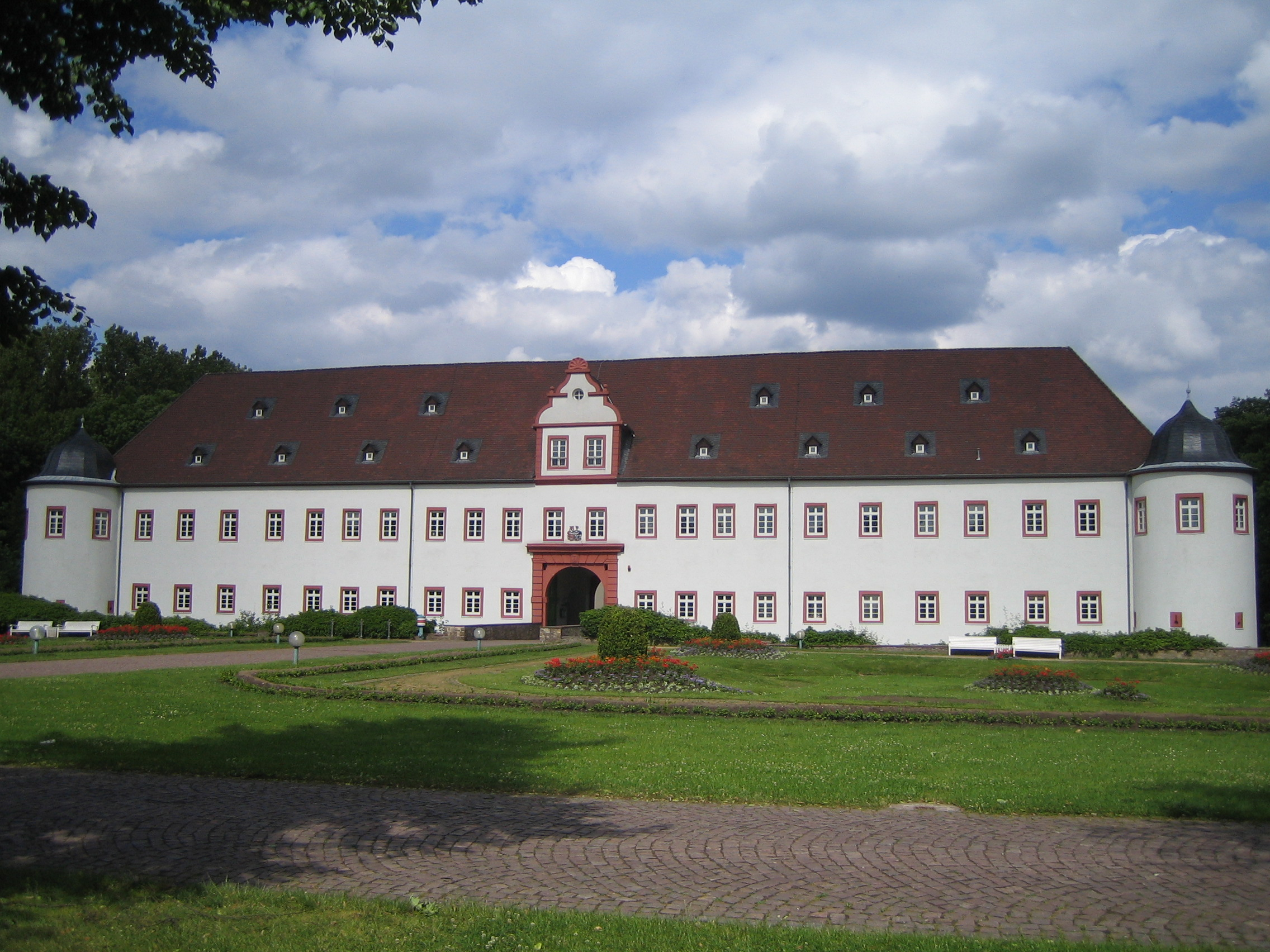
Schloss Heusenstamm, erbaut ab 1661 für Philipp Erwein von Schönborn

Die Herrschaft Heusenstamm oder Amt Heusenstamm war ein Territorium im heutigen südlichen Hessen.

## Funktion
In der Frühen Neuzeit waren Ämter eine Ebene zwischen den Gemeinden und der Landesherrschaft. Die Funktionen von Verwaltung und Rechtsprechung waren hier nicht getrennt. Dem Amt stand ein Amtmann vor, der von der Landesherrschaft eingesetzt wurde. 

## Bestandteile
- Gravenbruch (bis 1965: Grafenbruch)[1],
- Hausen[2],
- Heusenstamm[3],
- Obertshausen[4] und
- Patershausen (Hof)[5].

## Geschichte

### Herren von Heusenstamm
Die Herrschaft Heusenstamm war der Kern des Besitzes des Adelsgeschlechtes Heusenstamm.
An der Wende vom 16. zum 17. Jahrhundert wurde in der Herrschaft Heusenstamm das Solmser Landrecht zum Gewohnheitsrecht. Hintergrund war, dass auch umliegende Territorien dieses damals „moderne“, systematisch und schriftlich aufgezeichnete Recht von 1571, das zudem aus der unmittelbaren Nachbarschaft stammte, übernahmen. Das Gemeine Recht galt nun nur noch, wenn das Solmser Landrecht für einen Sachverhalt keine Bestimmungen enthielt. Das Solmser Landrecht blieb hier auch im Großherzogtum Hessen geltendes Recht und wurde erst zum 1. Januar 1900 von dem einheitlich im ganzen Deutschen Reich geltenden Bürgerlichen Gesetzbuch abgelöst.
1616 gelangte die Herrschaft Heusenstamm nach mehreren Todesfällen vollständig an die nach Wien gezogene Seitenlinie des Geschlechtes. Die Österreicher hatten wenig Interesse an ihrem Stammsitz und verpachteten ihn 1628 an die Frankfurter Patrizierfamilie Steffan von Cronstetten.

### Grafen von Schönborn
1661 erwarb Philipp Erwein von Schönborn das Amt und der Besitz fiel an die Familie von Schönborn, die das Schloss Heusenstamm in seiner erhaltenen Form erbaute.
Im Zuge der Mediatisierung fiel durch einen Staatsvertrag vom 24. September 1806 die Hoheit über das Amt Heusenstamm dem Fürstentum Isenburg zu. Dabei blieben allerdings die Hoheitsrechte der Besitzer der Herrschaft erhalten, wozu unter anderem die Patrimonialgerichtsbarkeit gehörte. Auf dem Wiener Kongress (1815) verlor das Fürstentum Isenburg dann selbst seine Souveränität und wurde zugunsten Österreichs mediatisiert. Österreich, Preußen und das Großherzogtum Hessen schlossen am 30. Juni 1816 einen Staatsvertrag, mit dem das Fürstentum Isenburg zu einem erheblichen Teil dem Großherzogtum Hessen zugesprochen wurde. Dazu gehörte auch das Amt Heusenstamm. Mediatsherr war nun nicht mehr Isenburg, sondern das Großherzogtum. Das Großherzogtum gliederte das Amt in seiner Provinz Starkenburg ein. Bei all diesen Transaktionen blieben die Rechte der Grafen von Schönborn unangetastet, so dass sie im Amt Heusenstamm weiter Patrimonialgerichtsherren und für die Öffentliche Sicherheit und Ordnung zuständig blieben.

### Ende
1821 kam es zu einer Justiz- und Verwaltungsreform, mit der auch die Trennung der Rechtsprechung von der Verwaltung auf unterer Ebene umgesetzt wurde. Die Ämter wurden aufgelöst, ihre Aufgaben hinsichtlich der Verwaltung neu gebildeten Landratsbezirken, die erstinstanzliche Rechtsprechung Landgerichten übertragen. Auch das Amt Heusenstamm wurde 1821 aufgelöst, seine Verwaltungsaufgaben dem Landratsbezirk Seligenstadt übertragen, die Aufgaben der Rechtsprechung dem Landgericht Steinheim. Dies geschah jedoch mit dem Vermerk: Vermöge Übereinkunft mit dem Patrimonialgerichtsherren zu Heusenstamm, Grafen von Schönborn, werden die patriomonialgerichtsherrlichen Justiz- und Polizeigerechtsame im Gericht Heusenstamm von dem Landrath zu Seligenstadt und dem Landrichter zu Steinheim im Namen des Gerichtsherren ausgeübt.